# Karl Rehberg
Karl Rehberg (* 8. August 1882 in Weslinke; † 25. Dezember 1961 in Goslar) war ein deutscher Arbeiter und Politiker (SPD).

## Leben
Rehberg war der Sohn eines Landarbeiters. Er arbeitete nach dem Abschluss der Volksschule als Zimmerer in Weßlinken. 1914 bis 1918 leistete er Kriegsdienst und schied als Unteroffizier aus der Truppe aus. 1919 bis 1933 war er Kreisvertrauensmann bzw. Vorsitzender des Landarbeiterverbands für die Freie Stadt Danzig, spätestens seit 1927 dort hauptamtlicher Geschäftsführer.
In der Freien Stadt Danzig schloss er sich der SPD an und war für diese von 1924 bis mindestens 1933 Gemeindevorsteher in Weßlinken und Mitglied des Kreisausschusses im Kreis Danziger Niederung. 1920 bis 1935 war er Abgeordneter im Volkstag. Januar 1928 bis April 1930 und erneut Juni 1930 bis Dezember 1930 war er nebenamtlicher Senator in Danzig im Senat Sahm III.
1945 flüchtete er aus Danzig und lebte spätestens seit 1947 in Goslar.